# Чемпионат мира по полумарафону 1999
Чемпионат мира по полумарафону 1999 года прошёл 3 октября в Палермо (Италия). Дистанция полумарафона проходила по улицам города. Всего было проведено 2 забега. Определялись чемпионы в личном первенстве и в командном. Командный результат — складываются три лучших результата от страны и по сумме наименьшего времени определяются чемпионы. В соревнованиях приняли участие 193 легкоатлета из 48 стран мира.

## Результаты

### Мужчины
| Первенство | Золото                                                        | Серебро                                                           | Бронза                                                  |
| Личное     | Пол Тергат 1:01.50                                            | Хендрик Рамаала 1:01.50                                           | Тесфайе Джифар 1:01.51                                  |
| Командное  | ЮАР · Хендрик Рамаала · Абнер Чипу · Мулеки Нобанда · 3:06.01 | Эфиопия · Тесфайе Джифар · Тесфайе Тола · Фекаду Дегефу · 3:06.03 | Кения · Пол Тергат · Лабан Чеге · Сэмми Корир · 3:06.03 |

### Женщины
| Первенство | Золото                                                               | Серебро                                                        | Бронза                                                                   |
| Личное     | Тегла Лорупе 1:08.48                                                 | Мизуки Ногучи 1:09.12                                          | Катрин Ндереба 1:09.23                                                   |
| Командное  | Кения · Тегла Лорупе · Катрин Ндереба · Джойс Чепчумба · 3:27.40 =CR | Япония · Мизуки Ногути · Рейко Тоса · Хироми Катаяма · 3:30.06 | Россия · Валентина Егорова · Людмила Бикташова · Алина Иванова · 3:31.49 |

CR — рекорд чемпионата.